# Нев'яно
Нев'яно (італ. Neviano, сиц. Nianu) — муніципалітет в Італії, у регіоні Апулія, провінція Лечче.
Нев'яно розташований на відстані близько 520 км на південний схід від Рима, 160 км на південний схід від Барі, 29 км на південь від Лечче.
Населення — 5415 осіб (2014).
Щорічний фестиваль відбувається 29 вересня. Покровитель — святий Архангел Михаїл.

## Демографія
Населення за роками:

Станом на 1 січня 2023 року в муніципалітеті офіційно проживало 96 іноземців з 25 країн, серед них 36 громадян країн Євросоюзу та 2 громадяни України.

## Сусідні муніципалітети
- Арадео
- Коллепассо
- Кутрофьяно
- Галатоне
- Парабіта
- Саннікола
- Секлі
- Тульє